# Jan Jacob Slauerhoff
Jan Jacob Slauerhoff (Leeuwarden, 15 settembre 1898 – Hilversum, 5 ottobre 1936) è stato un poeta olandese.

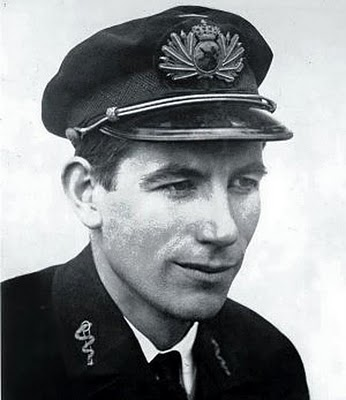
J. Slauerhoff

Studiò medicina ad Amsterdam; di temperamento piuttosto irrequieto e ribelle, insofferente delle costrizioni della società, compì, in qualità di medico di bordo, numerosi viaggi, particolarmente in Cina e in Sudamerica. Fu per breve tempo medico a Tangeri. Morì ancora giovane in una casa di cura.
Nelle sue raccolte di versi, a volte trascurato nella forma, Slauerhoff si rivela essenzialmente un poeta lirico di impronta neoromantica; le novità espressive e linguistiche delle sue composizioni hanno esercitato una discreta influenza sulla poesia olandese del suo tempo.

## Raccolte di poesie
- Archipel (Arcipelago, 1923)
- Clair-obscur (Chiaroscuro, 1927)
- Oost-Azië (East Asia, 1928, scritto con lo pseudonimo John Ravenswood)
- Eldorado (1928)
- Fleurs de marécage (1929, in francese)
- Saturnus (Saturno, 1930, rivisto e allargato nelle successive edizioni di Clair-obscur)
- Yoeng Poe Tsjoeng (traduzioni dal cinese e poesie originali, 1930)
- Serenade (Serenata, 1930)
- Soleares (1933)
- Een eerlijk zeemansgraf (Una onesta tomba da marinaio, 1936)
- Verzamelde gedichten (Raccolta di versi, 1947)
- Al dwalend (raccolta di poesie sparse, 1947)
- Alleen in mijn gedichten kan ik wonen (antologia, 1978)
- In memoriam mijzelf (In memoria di me stesso, antologia, 2006)

## Prosa
- Het Lente-eiland en andere verhalen (L'isola di Primavera e altre storie, racconti, 1930)
- Schuim en asch (novella, 1930, trad. it. Schiuma e cenere, Iperborea, 1994)
- Het verboden rijk (novella, 1932, trad. it. Il regno proibito, Nutrimenti, 2016)
- Het leven op aarde (La vita sulla Terra, novella, 1934)
- De opstand van Guadalajara (novella postuma pubblicata nel 1937, trad. it. "La rivolta di Guadalajara", Iperborea, 1999)
- Verzameld proza (Raccolta di novelle, postuma, 1961)
- Verwonderd saam te zijn (piccole novelle di un solo atto, del periodo 1928-1935, pubblicate nel 1987)
- Alleen de havens zijn ons trouw (piccole novelle del periodo 1927-1932, pubblicate nel 1992)